# عبد الصالح عبد الحسين الكليدار آل طعمة
السيد عبد الصالح عبد الحسين الكليدار آل طعمة (1911 – 30 تشرين الأول 2005 م) كان أحد النبلاء العراقيين الذي شغل منصب الوصي الثامن والثلاثين على مرقد الإمام الحسين من عام 1931 حتى عام 1981 م.

## السيرة
وُلِد الكليدار عام 1911 م، ووالده هو عبد الحسين الكليدار. وهو من فرع آل طعمة من عائلة الفايز. اتخذ جده جواد اسم الكليدار، حيث اشتهر بهذا اللقب، وأصل اللقب من الفارسية، وتحديدًا من: كليت (الفارسية: كليت)، ودار (الفارسية: دار)، والتي تُترجم إلى حامل المفاتيح، وهو اسم يُطلق غالبًا على أولئك الذين يتولون دور رعاية الأضرحة المقدسة. والدته هي ابنة التاجر الشهير عبد الهادي الأستار آبادي. وكان خاله محمود الأستار آبادي عضوًا في مجلس الشيوخ في العصر الملكي لمدينة الكاظمية.
نشأ وأكمل دراسته الثانوية في كربلاء، وفي عام 1928 م، أعطاه والده منصب "السادن" (والسادن هو منصب قديم في التراث الإسلامي، لمن يحمل مفاتيح المناطق المهمة، مثل سدانة الكعبة)، حيث كان والده سيصبح عضوًا في مجلس الأعيان العراقي ببغداد. فتولى مسؤولية السيادنة عام 1928 م، وعُين رسميًا عام 1931 م.
ساهم الكليدار في إعادة بناء مكتبة والده، بعد أن احترقت في حادثة حمزة بك عام 1915 م.
وفي عام 1966 م جدّد الكليدار ساعة المقام التي أهداها ناصر الدين شاه عام 1891 م، واستوردها الكليدار من ألمانيا، وبقيت في المقام حتى انتفاضة عام 1991 م، حيث دمرتها إحدى هجمات طائرات المروحية البعثية.
تقاعد الكليدار في 7 حزيران 1981 م، بعد أن خدم لمدة تقل قليلًا عن 50 عامًا، ونقل الوصاية (السدانة) إلى ابنه عادل.

## الحياة الشخصية
كان الكليدار متزوجًا من ابنة عمه الثانية افتخار الأسترابادي، وهي ابنة خليل الأسترابادي (1877-1970)، آخر عمدة لكربلاء في العهد الملكي الهاشمي. كان لديه ثلاثة أبناء، علي (توفي عام 2018؛ عميد كلية الهندسة في جامعة بغداد)، عادل (الذي أصبح السادن بعده) وعبد الإله وابنتيه عفاف وعواطف. وكان الكليدار يجيد اللغتين الإنجليزية والفارسية؛ بجانب اللغة العربية.

## الوفاة
توفي الكِليدار يوم الأحد 30 أكتوبر/تشرين الأول 2005 في منزله بلندن، ونُقل جثمانه إلى كربلاء لدفنه.

## طالع أيضًا
- مرقد الإمام الحسين
- عائلة الفايز